# Napat Thongnak
Napat Thongnak (thailändisch ณภัทร ทองนาค; * 14. Dezember 2005) ist ein thailändischer Fußballspieler.

## Karriere

### Verein
Napat Thongnak stand von Januar 2024 bis Sommer 2024 beim Drittligisten Kanchanaburi City FC in Kanchanaburi unter Vertrag. Der Verein aus Kanchanaburi spielte in der Western Region der Liga. Im August 2024 wechselte er zum ebenfalls in Kanchanaburi beheimateten Zweitligisten Kanchanaburi Power FC. Sein Zweitligadebüt gab Thongnak am 26. April 2024 (34. Spieltag) im Heimspiel gegen den Lampang FC. Bei dem 0:0-Unentschieden wurde er in der 80. Minute für Kitinun Suttiwiriyakul eingewechselt. Am Ende der Saison 2024/25 belegte er mit dem Verein den vierten Tabellenplatz und qualifizierte sich somit für die Play-off-Spiele zur ersten Liga. Im Halbfinale konnte man sich gegen den fünftplatzierten Mahasarakham SBT FC durchsetzen. Im Finale traf man auf den Phrae United FC. Das Hinspiel im eigenen Stadion gewann man mit 3:2. Das Rückspiel endete 2:2. Kanchanaburi gewann mit insgesamt 5:4 und stieg somit in die erste Liga auf.